# Pierfelice Ravenna
Pierfelice (Pedro Félix, Pierre Félice) Ravenna (nascut el 1938) és un botànic xilè d'origen jueu-italià.

## Algunes publicacions
- 1970a. Nuevas especies de Amaryllidaceae. Notic. Mens. Mus. Nac. Hist. Nat. Santiago 269 : 1-7
- 1970b. Contributions to South American Amaryllidaceae III. Pl. Life 37: 73-103, figs. 18-25
- 1972. Latin American Amaryllidis 1971. Pl. Life 28: 119-127, figs. 28-30
- 1978. Studies in the Alliaceae‑II (error tip. "Alliae”). Pl. Life 34 (2): 3-10
- 1983. Catila and Onira, two new genera of South American Iridaceae. Nordic J. of Botany 3 (2): 197-205
- 1988. New species of South American Habranthus and Zephyranthes (Amaryllidaceae). Onira 1 (8): 53-56
- 2000a. New or noteworthy Leucocoryne species (Alliaceae). Onira 4 (2): 3-10
- 2000b. The family Gilliesiaceae. Onira 4 (3): 11-14 (con clave de géneros)
- 2000c. Miersia scalae, a synonym of Gilliesia monophylla (Gilliesaceae). Onira 4 (8):30
- 2003a. Elucidation and systematics of the Chilean genera of Amaryllidaceae. Bot. Austr. 2, 21 pp., 12 pls
- 2003b. Los subgéneros de Leucocoryne y la ilegitimidad de Pabellonia (Alliaceae).Chloris Chilensis 6 (2)
- 2005a. Gilliesia dimera and Gilliesia isopetala two new species from central Chile (Gilliesiaceae). Onira 9 (17): 60-63
- 2005b. Solaria brevicoalita and S. curacavina two chilean species of Gilliesiaceae. Onira 9 (16): 64-67
- 2005c. On the absence of the genus Gilliesia (Gilliesiaceae) in the Argentine flora. Onira 9 (15): 59
- 2005d. Especies nuevas de Gilliesia y Solaria (Gilliesiaceae) y claves para el reconocimiento de las especies de ambos géneros. Chloris Chilensis 8 (1)

El 1974 va rebre la Medalla Herbert.